# Scaphidister
Scaphidister är ett släkte av skalbaggar. Scaphidister ingår i familjen stumpbaggar.
Kladogram enligt Catalogue of Life:
| Scaphidister | \| \| Scaphidister coomani \| \| \| \| \| \| Scaphidister muscicola \| \| \| \| \| \| Scaphidister velox \| \| \| \| |
|              | \| \| Scaphidister coomani \| \| \| \| \| \| Scaphidister muscicola \| \| \| \| \| \| Scaphidister velox \| \| \| \| |
|              | Scaphidister coomani                                                                                                 |
|              | |
|              | Scaphidister muscicola                                                                                               |
|              | |
|              | Scaphidister velox                                                                                                   |
|              | |